# ۲۴ آبان
۲۴ آبان دویست و چهلمین روز سال در گاه‌شماری خورشیدی است. به پایان سال ۱۲۵ روز (۱۲۶ روز در سال کبیسه) باقی‌است.

## رویدادها
- ۱۲۸۸ - بازگشایی دوره دوم مجلس شورای ملی
- ۱۳۷۲ - حادثه ۲۴ آبان ۱۳۷۲ آنتونوف ای‌ان-۱۲۴
- ۱۳۸۵ - رقابت ۲۴ آبان ۱۳۸۵ تیم ملی فوتبال ایران با تیم ملی فوتبال کره جنوبی در جام ملت‌های آسیا ۲۰۰۷
- ۱۳۹۰ - رقابت ۲۴ آبان ۱۳۹۰ تیم ملی فوتبال ایران با تیم ملی فوتبال اندونزی در مرحله مقدماتی جام جهانی فوتبال ۲۰۱۴ (آسیا)
- ۱۳۹۱ - رقابت ۲۴ آبان ۱۳۹۱ تیم ملی فوتبال ایران با تیم ملی فوتبال ازبکستان در مرحله مقدماتی جام جهانی فوتبال ۲۰۱۴ (آسیا)
- ۱۳۹۱ - حادثه سقوط ۲۴ آبان ۱۳۹۱ بالگرد
- ۱۳۹۸ - آغاز اعتراضات آبان ۱۳۹۸ ایران
- ۱۴۰۱ - آغاز سالگرد آبان خونین
- ۱۴۰۱ - آغاز اعتصابات کارگری ۱۴۰۱ ایران
- ۱۴۰۳ - رقابت ۲۴ آبان ۱۴۰۳ تیم ملی فوتبال ایران با تیم ملی فوتبال کره شمالی در مرحله مقدماتی جام جهانی فوتبال ۲۰۲۶ (آسیا)

## زادروزها
- ۱۳۱۳ - عباس مهردادیان، بازیگر
- ۱۳۱۸ - سیما کوبان، نقاش، مجسمه‌ساز، استاد دانشگاه، نویسنده، مترجم، ناشر، منتقد و محقق
- ۱۳۲۰ - بیژن نجدی، شاعر، داستان‌نویس و نویسنده
- ۱۳۵۰ - شیوا خسرومهر، بازیگر
- ۱۳۶۰ - ستار زارع، بازیکن فوتبال
- ۱۳۶۲ - سجاد محمدیان، ورزشکار رشته دو و میدانی
- ۱۳۶۵ - امیرعباس گلاب، خواننده
- ۱۳۸۰ - سپهر اسماعیلی، از کشته‌شدگان خیزش ۱۴۰۱ ایران

## درگذشت‌ها
- ۱۳۴۷ - رهی معیری، شاعر و ترانه‌سرا
- ۱۳۶۰ - علامه طباطبایی، فقیه، فیلسوف و مفسر قرآن
- ۱۳۹۳ - بابک قربانی، کشتی‌گیر
- ۱۳۹۷ - عبدالرحمن تاج‌الدین خوزانی، نماینده حوزه انتخابیه اصفهان در دوره پنجم مجلس شورای اسلامی و دوره ششم مجلس شورای اسلامی
- ۱۳۹۸ - جواد نظری فتح‌آبادی، از کشته‌شدگان اعتراضات آبان ۱۳۹۸ ایران
- ۱۳۹۹ - جواد اژه‌ای، رئیس هیئت امنای سازمان ملی پرورش استعدادهای درخشان
- ۱۴۰۱ - امید مؤیدی زارع، از کشته‌شدگان خیزش ۱۴۰۱ ایران
- ۱۴۰۱ - سپهر اسماعیلی، از کشته‌شدگان خیزش ۱۴۰۱ ایران